# Vadodara
Vadodara (Gujarati: વડોદરા, Vaḍodarā; früher Baroda) ist eine bedeutende Universitäts- und Industriestadt im westlichen Indien. Mit etwa 1,7 Millionen Einwohnern (Volkszählung 2011) ist sie nach Ahmedabad und Surat die drittgrößte Stadt im Bundesstaat Gujarat.

## Geografie

### Lage
Vadodara liegt in einer Höhe von ca. 35 m ü. d. M. am Fluss Vishwamitri; er teilt die Stadt in einen östlichen Altstadtbereich und einen westlichen modernen Bereich, der bereits seit der britischen Kolonialzeit stark expandiert. Die Entfernung nach Ahmedabad beträgt ca. 110 km (Fahrtstrecke) in nordwestlicher Richtung; Mumbai liegt gut 400 km südlich.

### Klima
Die frühsommerlichen Tagestemperaturen können 40 °C und mehr erreichen; während der Monsunzeit (ca. Mitte Juni bis Mitte September) kühlt es sich auf etwa 30 °C ab. In den Wintermonaten liegen die nächtlichen Tiefstwerte bei ca. 10 bis 15 °C.

## Geschichte und Politik
Vadodara war einst die Hauptstadt des Fürstenstaates Baroda. Zu einer wohlhabenden und modernen Stadt entwickelte sich Vadodara jedoch unter der Regentschaft von Maharadscha Sayajirao III., die auch als „Goldene Periode“ bezeichnet wird (1881–1939). In diese Zeit fiel die Modernisierung von Wirtschaft, Erziehungswesen und Verwaltung, so z. B. der Anschluss an das Elektrizitätsnetz, die Mechanisierung der Fabriken, eine umfassende Land- und Agrarreform, der Ausbau des regionalen Schienennetzes sowie die Einführung der Prohibition alkoholischer Getränke (die bis heute gültig ist und Gujarat als einzigen indischen Bundesstaat in der Indischen Union zu einem sogenannten „trockenen Staat“ macht). 1974 wurde Baroda offiziell in Vadodara umbenannt.
Im Jahr 2002 kam es im Zuge von kommunalistischen Unruhen im Bundesstaat Gujarat auch in einigen gemischten Stadtteilen Vadodaras zu gewalttätigen Ausschreitungen von Hindus gegen Moslems, bei denen Hunderte Menschen, zumeist Moslems, getötet wurden. Untersuchungen zu den Unruhen kamen schon bald zu dem Schluss, dass es sich dabei um einen gezielten Pogrom gehandelt habe, in den der heute amtierende Chief Minister Narendra Modi verwickelt gewesen sei. Im Mai 2006 flackerten die Unruhen in Vadodara erneut auf, wobei wegen des massiven Einsatzes des Militärs diesmal aber nur wenige Menschen ums Leben kamen.
Im Jahr 2005 war die Stadt von einer verheerenden Flut betroffen, die ebenfalls zahlreiche Menschenleben forderte.

## Wirtschaft

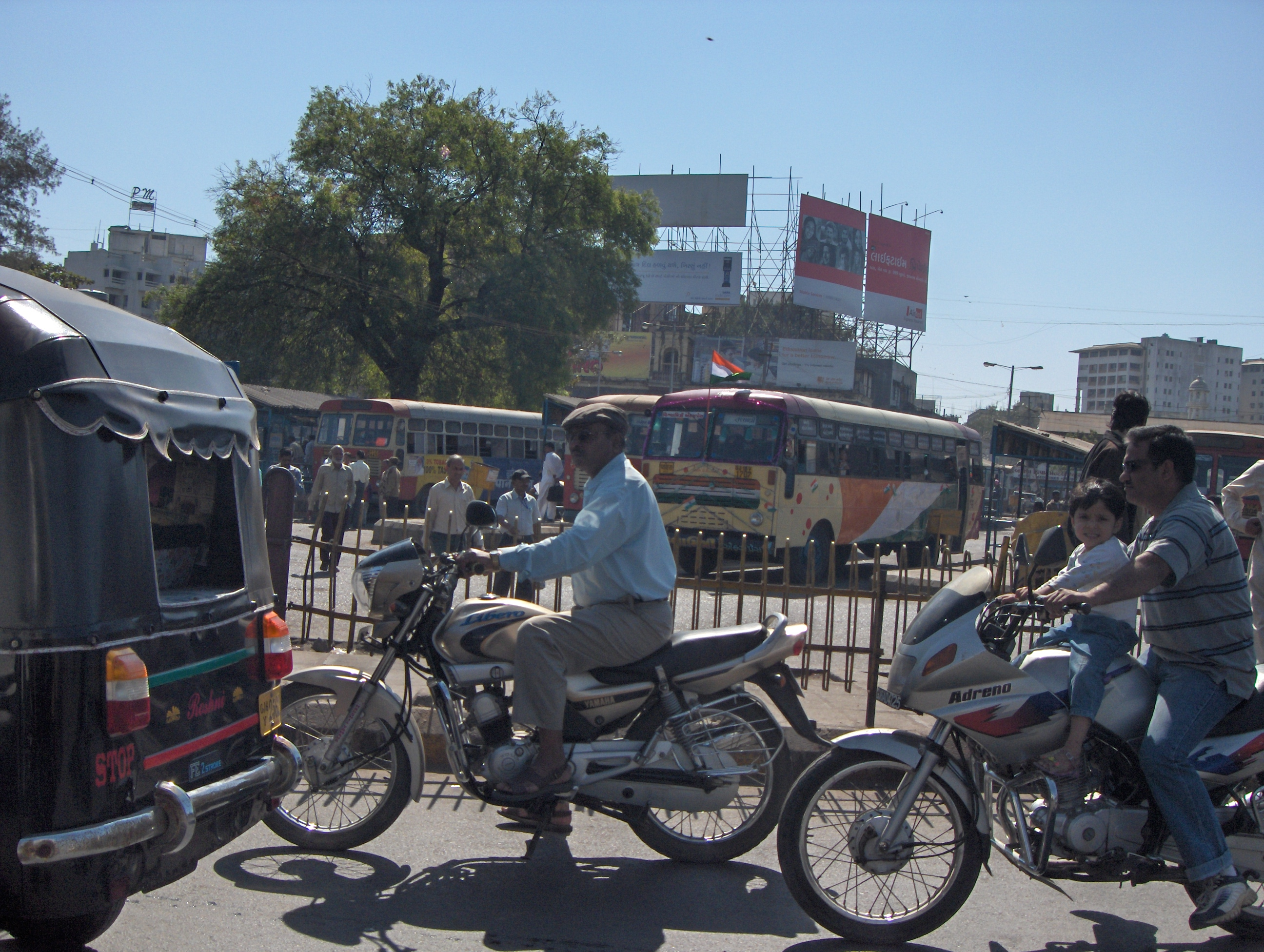
Straßenverkehr in Vadodara

Neben Ahmedabad zählt Vadodara heute zu den aufstrebenden und stark expandierenden Industrie- und Dienstleistungszentren Gujarats. Seit der Wirtschaftsliberalisierung Indiens ab 1992 haben sich zahlreiche ausländische Unternehmen in Vadodara niedergelassen, darunter auch einige deutsche Firmen. Die Stadt verfügt über einen Bahn- und Autobahnanschluss sowie einen Flughafen (tägliche Verbindungen nach Mumbai und Delhi), der in den kommenden Jahren zu einem internationalen Airport ausgebaut werden soll. Vadodara ist ein Zentrum der erdölverarbeitenden Industrie mit einer großen Raffinerie im Norden. Weitere Schwerpunkte der Industrie sind die pharmazeutische und chemische Produktion sowie die Metallverarbeitung.

## Bildung
Die Maharaja Sayajirao University of Baroda (MSU) ist derzeit die einzige englischsprachige Universität Gujarats, derzeit studieren dort etwas über 100.000 Studenten in 13 Fakultäten. Die Faculty of Fine Arts zählt hierbei zu den renommiertesten ganz Indiens. An der MSU wird auch der Studiengang Deutsch unterrichtet.

## Religion

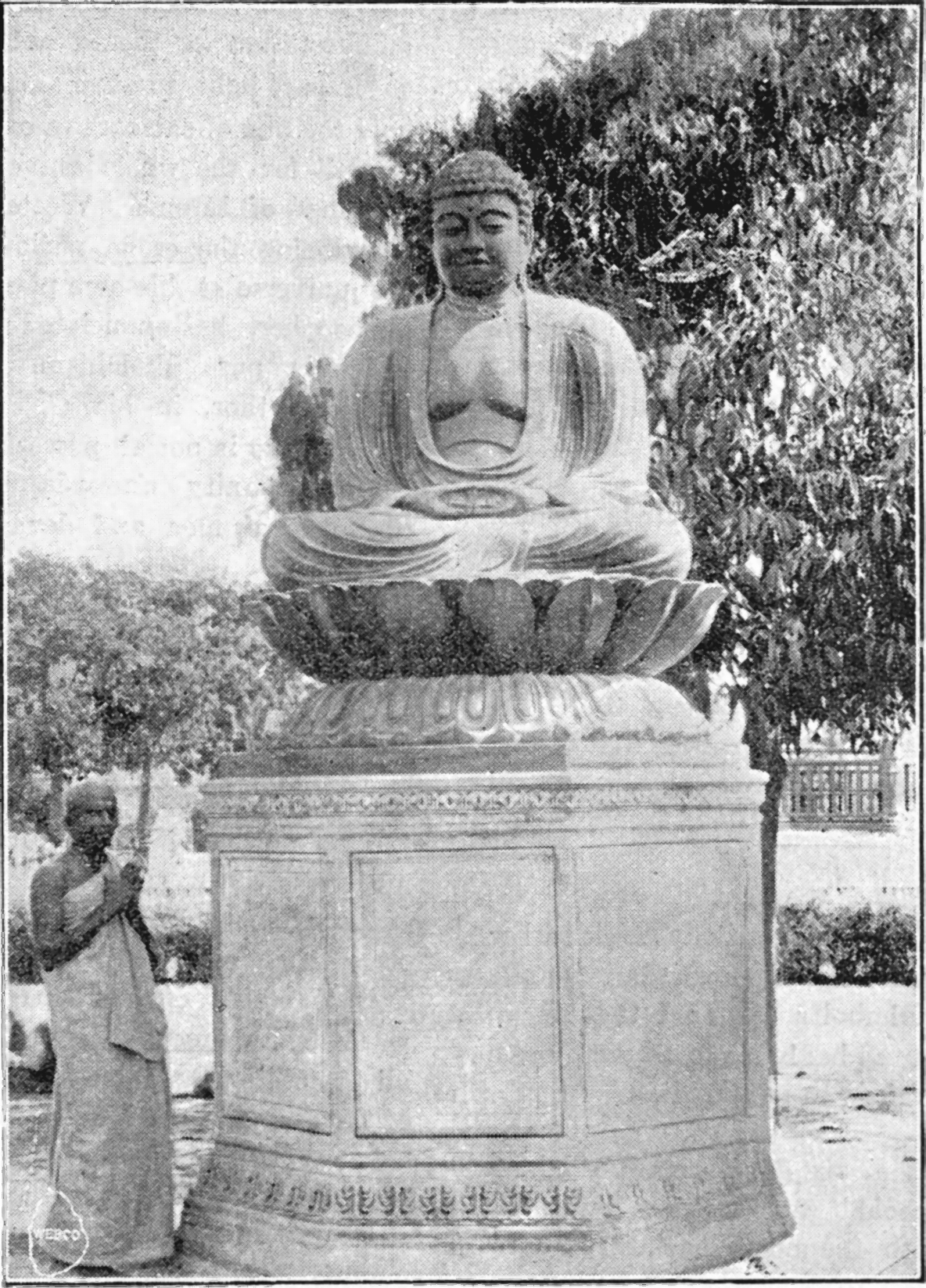
Die Buddhastatue im Jubilee Park errichtet 1930.

Vadodara ist Sitz des Bistums Baroda.

## Sehenswürdigkeiten
Altstadt:
Innerhalb der von Stadttoren umfassten Altstadt liegt am Schnittpunkt der in Nord-Süd- sowie Ost-West-Richtung verlaufenden Hauptsachsen das Mandvi-Gate. Im nordwestlichen Sektor der Altstadt liegt der Nazarbaugh-Palast.
Laxmi Vilas Palace:
In den Jahren 1878–1890 errichtete der Maharadscha Sayajirao III. ein verschachteltes Palastensemble im indosarazenischen Baustil mit englischen Anklängen. Unter indischen Kunsthistorikern gilt er als einer der prachtvollsten Maharadscha-Paläste des Landes. Er beinhaltet heute ein Luxushotel sowie ein Museum und eine Galerie. Innerhalb des Geländes angesiedelt ist ebenfalls das Maharaja Fateh Singh Museum, in denen neben indischer Kunst auch japanische und chinesische ausgestellt ist. Die europäische Malerei ist u. a. mit Werken von Raffael und Murillo vertreten. Eine Katalogisierung dieser Kunstwerke erfolgte unter dem seinerzeit hier im Exil lebenden Kunsthistoriker Ernst Cohn-Wiener.
Baroda Museum and Picture Gallery:
Im Jahr 1894 von Robert Fellowes Chisholm erbaut, gilt die 1910 dort gegründete Galerie als eine der besten Indiens. In ihr sind neben zahlreichen europäischen Künstlern unter anderem Werke der britischen Maler William Turner und William Powell Frith ausgestellt. Vom Letztgenannten die fünf Gemälde umfassende Serie The Race for Wealth, die sich alle mit der fiktiven Hauptfigur, einem korrupten Finanzier namens The Spider und mit dem Thema der rücksichtslosen Finanzspekulation beschäftigen: Mit einem im  mittelviktorianischen England immer wiederkehrendes Thema, wo Reichtümer über Nacht gemacht und verloren wurden, als die weitgehend unregulierte britische Wirtschaft ein explosives Wachstum erlebte.
Ein besonderes Ausstellungsstück ist eine der zwölf, in unterschiedliche Landesteile Indiens gebrachte Kupferurnen, die ein Teil von Gandhis Asche nach seiner Einäscherung enthielt. Das Museum liegt im weitläufigen Park Sayaji Bagh, in dem auch ein Zoo untergebracht ist.
Mahadev-Statue:
Im Sursagar Talav-See im Zentrum der Altstadt gelegene, 30 Meter hoch aufragende Statue der Hindu-Gottheit Shiva mit traditionellem Dreizack.
Außerhalb von Vadodara gelegen sind:
Sevasi-Baori:
Etwa 5 km westlich (22° 19′ 9″ N, 73° 7′ 15″ O) der Innenstadt liegt das Baori (Stufenbrunnen) von Sevasi.
Ca. 45 km nordöstlich von Vadodara (22° 27′ 50″ N, 73° 37′ 20″ O) liegen in der Nähe des 800 m hohen Bergs Pavagadh die archäologisch größtenteils noch unerschlossenen Ruinen der historischen Stadt Champaner, mittlerweile ein UNESCO-Weltkulturerbe. Sie war vom 8. bis zum 15. Jahrhundert Hauptstadt der Chauhan-Rajputen.

## Sport
Das Moti Bagh Stadium war einer der Austragungsorte beim Cricket World Cup 1996.

## Söhne und Töchter der Stadt
- Hazrat Inayat Khan (1882–1927), Mystiker
- Dilip Chitre (1938–2009), Schriftsteller, Maler und Regisseur
- Yastika Bhatia (* 2000), Cricketspielerin